# Pa Konaté
Pa Momodou Konaté (ur. 25 kwietnia 1994 w Malmö) – piłkarz szwedzko-gwinejski grający na pozycji lewego obrońcy. Od 2021 jest piłkarzem klubu Botew Płowdiw.

## Kariera klubowa
Swoją karierę piłkarską Konaté rozpoczął w klubie Malmö FF. W 2013 roku stał się członkiem pierwszego zespołu i 17 kwietnia 2013 zadebiutował w nim w Allsvenskan w wygranym 1:0 wyjazdowym meczu z AIK Solna. W sezonach 2013 i 2014 wywalczył z Malmö dwa tytuły mistrza Szwecji. W 2014 roku został wypożyczony do drugoligowego Östers IF, w którym swój debiut zaliczył 6 kwietnia 2014 w zwycięskim 4:1 wyjazdowym meczu z Ängelholms FF. W 2015 wrócił do Malmö i w sezonach 2016 oraz 2017 wywalczył z nim kolejne dwa mistrzostwa Szwecji.
Latem 2017 Konaté przeszedł do SPAL, w którym jednak nie zaliczył debiutu w Serie A. W 2018 roku został z niego wypożyczony do amerykańskiego FC Cincinnati, w którym zadebiutował 23 sierpnia 2018 w zwycięskim 5:1 wyjazdowym meczu z Atlantą United 2. W Cincinnati grał do końca 2018 roku.
Na początku 2019 roku Konaté wrócił do Szwecji i został zawodnikiem GIF Sundsvall. Swój debiut w nim zaliczył 14 kwietnia 2019 w przegranym 1:3 wyjazdowym meczu z Elfsborgiem. W sezonie 2019 spadł z GIF Sundsvall do drugiej ligi.
W 2020 roku Konaté został piłkarzem drugoligowego Jönköpings Södra IF. Zadebiutował w nim 25 lipca 2020 w wygranym 2:0 domowym spotkaniu z IK Brage. W Jönköpings spędził pół roku.
W połowie 2020 roku Konaté przeszedł do Rosenborga. W nim swój debiut zanotował 20 września 2020 w zwycuęskim 2:1 domowym meczu z FK Haugesund. W Rosenborgu grał do końca 2020 roku.
Na początku 2021 roku Konaté trafił do bułgarskiego Botewa Płowdiw. Zadebiutował w nim 12 lutego 2021 w przegranym 0:2 domowym spotkaniu z Ardą Kyrdżali.
| Sezon   | Klub                | Kraj              | Rozgrywki        | Mecze | Gole |
| ------- | ------------------- | ----------------- | ---------------- | ----- | ---- |
| 2013    | Malmö FF            | Szwecja           | Allsvenskan      | 6     | 0    |
| 2014    | Malmö FF            | Szwecja           | Allsvenskan      | 11    | 0    |
| 2014    | Östers IF           | Szwecja           | Allsvenskan      | 15    | 0    |
| 2015    | Malmö FF            | Szwecja           | Allsvenskan      | 10    | 0    |
| 2016    | Malmö FF            | Szwecja           | Allsvenskan      | 22    | 0    |
| 2017    | Malmö FF            | Szwecja           | Allsvenskan      | 7     | 0    |
| 2017/18 | SPAL                | Włochy            | Serie A          | 0     | 0    |
| 2018    | FC Cincinnati       | Stany Zjednoczone | USL Championship | 5     | 0    |
| 2019    | GIF Sundsvall       | Szwecja           | Allsvenskan      | 25    | 1    |
| 2020    | Jönköpings Södra IF | Szwecja           | Superettan       | 9     | 1    |
| 2020    | Rosenborg BK        | Norwegia          | Eliteserien      | 11    | 1    |
| 2020/21 | Botew Płowdiw       | Bułgaria          | Pyrwa PFL        | 15    | 1    |

## Kariera reprezentacyjna
Konaté grał w reprezentacji Szwecji U-21, a w 2015 roku wywalczył z nią mistrzostwo Europy U-21. W 2016 roku był w kadrze olimpijskiej na Igrzyska Olimpijskie w Rio de Janeiro. 6 stycznia 2016 zadebiutował w reprezentacji Szwecji w zremisowanym 1:1 towarzyskim meczu z Estonią, rozegranym w Abu Zabi. Od 2016 do 2017 rozegrał w kadrze Szwecji 3 mecze.
W reprezentacji Gwinei Konaté zadebiutował 15 października 2019 roku w przegranym 2:3 towarzyskim meczu z Chile rozegranym w Alicante. W 2022 roku został powołany do kadry na Puchar Narodów Afryki 2021. Rozegrał na nim dwa mecze: grupowy z Zimbabwe (1:2) i w 1/8 finału z Gambią (0:1).